# Triodia concinna
Triodia concinna är en gräsart som beskrevs av Nancy Tyson Burbidge. Triodia concinna ingår i släktet Triodia och familjen gräs. Inga underarter finns listade i Catalogue of Life.